# Millery (Rhône)
Millery ist eine französische Gemeinde im Département Rhône in der Region Auvergne-Rhône-Alpes. Sie gehört zum Arrondissement Lyon und ist Teil des Kantons Saint-Symphorien-d’Ozon. Die Einwohner heißen Millerots. Millery hat 4323 Einwohner (Stand: 1. Januar 2022).

## Geographie
Millery, das zum Weinbaugebiet Coteaux du Lyonnais gehört, liegt etwa 15 Kilometer südsüdwestlich von Lyon, zwischen den Flüssen Garon, der die West-, und Rhone, die die Ostgrenze der Gemeinde markiert.

### Nachbargemeinden
Umgeben wird Millery von den Nachbargemeinden Charly im Norden, Vernaison im Nordosten, Sérézin-du-Rhône im Osten, Ternay im Südosten, Grigny-sur-Rhône im Süden, Montagny im Westen sowie Vourles im Nordwesten.

## Bevölkerungsentwicklung
| Jahr                       | 1962 | 1968 | 1975 | 1982 | 1990 | 1999 | 2006 | 2017 |
| -------------------------- | ---- | ---- | ---- | ---- | ---- | ---- | ---- | ---- |
| Einwohner                  | 1542 | 1792 | 2163 | 2502 | 3006 | 3411 | 3450 | 4331 |
| Quellen: Cassini und INSEE |      |      |      |      |      |      |      |      |

## Gemeindepartnerschaft
Mit der französischen Gemeinde Bliesbruck im Département Moselle (Lothringen) besteht eine Partnerschaft.

## Sehenswürdigkeiten

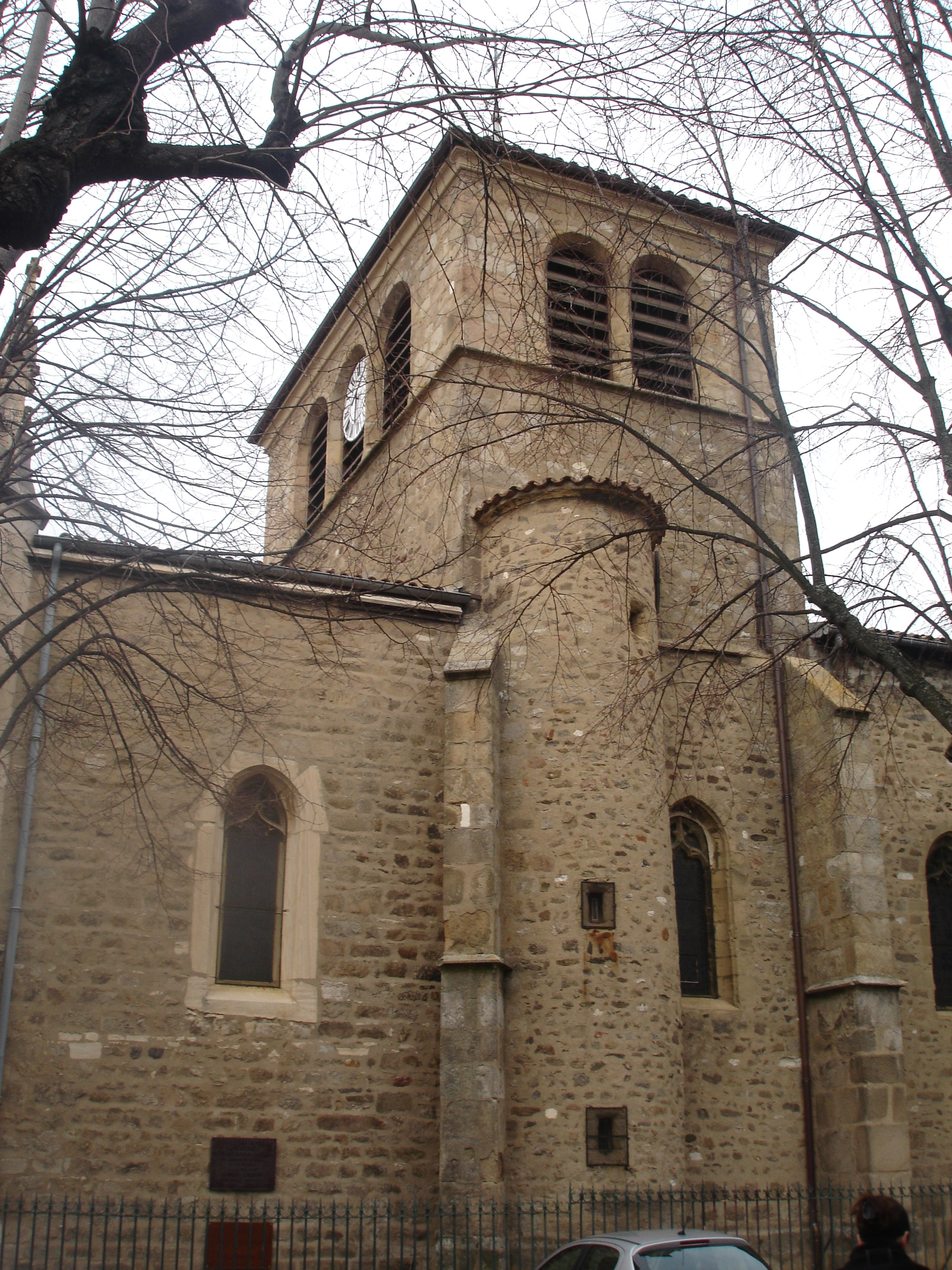
Kirche von Millery

- Schloss La Gallée
- Kreuzauffindungs-Kirche

## Persönlichkeiten
- Jules Bourcier (1797–1873), Ornithologe und Politiker
- Ninon Vallin (1886–1961), Schauspielerin

## Trivia
Ein Leichenfund am 13. August 1889 in Millery, in einem Brombeergebüsch am Ufer der Rhone, erwies sich als Auftakt zu einem der bekanntesten historischen Kriminalfälle der französischen Geschichte, der Affaire Gouffé. Erstmals gelang es einem Mediziner, Alexandre Lacassagne, einen Toten (den Pariser Gerichtsvollzieher Gouffé) allein anhand des Zustands seines Skeletts zu identifizieren. 1891 wurde dessen Mörder Michel Eyraud in Paris hingerichtet.